# Famicom Data Recorder
El Famicom Data Recorder (HVC-008) es una interfaz de datos de cinta de casete compacta introducida en 1984, para la Famicom que se introdujo en 1983. Es compatible con cuatro juegos Famicom, para guardar contenido generado por el usuario en cintas. Como primer medio de almacenamiento regrabable de Nintendo, fue reemplazado por el Famicom Disk System en 1986. 

## Historia
Las consolas de juegos domésticos pueden presentar al jugador la oportunidad de almacenar posiciones de juego y contenido original generado por el usuario, como niveles de juego personalizados. Basado en el medio de cartucho de memoria de solo lectura, el costo premium de la tecnología de almacenamiento de datos de estado sólido fácil de usar, como la memoria respaldada por batería, llevó al mercado de los años ochenta a buscar alternativas más económicas. Utilizando cintas de casete compactas estándar, Nintendo comenzó con la grabadora de datos Famicom. Un juego compatible se ejecuta en un cartucho y, opcionalmente, permite la creación de contenido generado por el usuario para guardarlo en cintas de casete utilizando esta unidad de cinta. 
Fabricado por Matsushita/Panasonic para Nintendo, la unidad de cinta de casete se lanzó en 1984 solo en Japón por ¥9,800. Disponible para cualquier desarrollador de juegos, se lanzó como un periférico para el teclado Family BASIC de Nintendo para guardar los programas BASIC escritos por los usuarios. Además de Family BASIC, esta biblioteca de juegos compatible es la serie programable de Nintendo con Excitebike (1984), Mach Rider (1985) y Wrecking Crew (1985) — y los juegos de terceros Castle Excellent (1989), Arkanoid - Revenge of Doh, Lode Runner (1984) y Nuts & Milk.
A medida que los costos de producción disminuyeron a lo largo de los años, Nintendo más tarde desarrolló el sistema de disquete Famicom Disk System, y ASCII Corporation creó un disco RAM externo con batería de respaldo llamado Turbo File. 

## Operación
El registrador de datos Famicom funciona con un adaptador de 6 voltios o 4 baterías AA. La grabadora se puede usar como una grabadora de sonido convencional e incluye un micrófono incorporado en la esquina inferior izquierda de la unidad. La grabadora tiene salida de sonido mono desde un altavoz incorporado en la parte superior de la unidad. Se puede acceder a un conveniente control de volumen en el lado izquierdo. 
La grabadora tiene dos puertos de datos que utilizan un conector de teléfono mono convencional de 3.5 mm. El puerto en el lado izquierdo está etiquetado como "oreja" y "carga". El puerto de la derecha está etiquetado como "Mic" y "Guardar". Cuando se usa como dispositivo de almacenamiento de datos, los cables telefónicos se conectan a los puertos correspondientes "escribir" y "guardar" en el teclado Family BASIC. 
El conjunto de registrador de datos incluye un manual de instrucciones, un cable de datos, un casete compacto de la marca Nintendo, un adaptador de CA de 6 voltios y un asa de transporte que se extiende desde el marco frontal. 